# Karin Seick
Karin Seick   (Winsen, 11 de novembre de 1961) és una nedadora alemanya, ja retirada, especialista en papallona i estil lliure, que va competir entre les dècades de 1970 i 1990.
El 1984 va prendre part en els Jocs Olímpics d'Estiu de Los Angeles on va disputar tres proves del programa de natació. Fent equip amb Svenja Schlicht, Ute Hasse i Ina Beyermann guanyà la medalla de plata en els 4x100 metres estils. Guanyà la medalla de bronze en els 100 metres papallona i els 4x100 metres lliures, aquesta vegada fent equip amb Iris Zscherpe, Susanne Schuster i Christiane Pielke. Quatre anys més tard, als Jocs de Seül, fou setena en els 4x100 metres lliures del programa de natació.
En el seu palmarès també destaquen una medalla de plata al Campionat del Món de natació de 1991; dues medalles de plata i sis de bronze al Campionat d'Europa de natació de 1977, 1981, 1983 i 1987, així com 18 títols nacionals sobre 100 metres lliures i 100 metres papallona. Posteriorment, un cop retirada de la competició, va exercir d'entrenadora de natació.